# Мезоархей
Мезоархей (від дав.-гр. μέσος — «середній» і ἀρχαῖος — «давній») — геологічна ера, частина архею. Охоплює проміжок часу від 3,2 до 2,8 мільярдів років тому. Скам'янілості, знайдені в Австралії, показують, що в мезоархеї жили строматоліти. В цей час, приблизно 2,8 мільярдів років тому, розколовся перший суперконтинент Ваальбара.

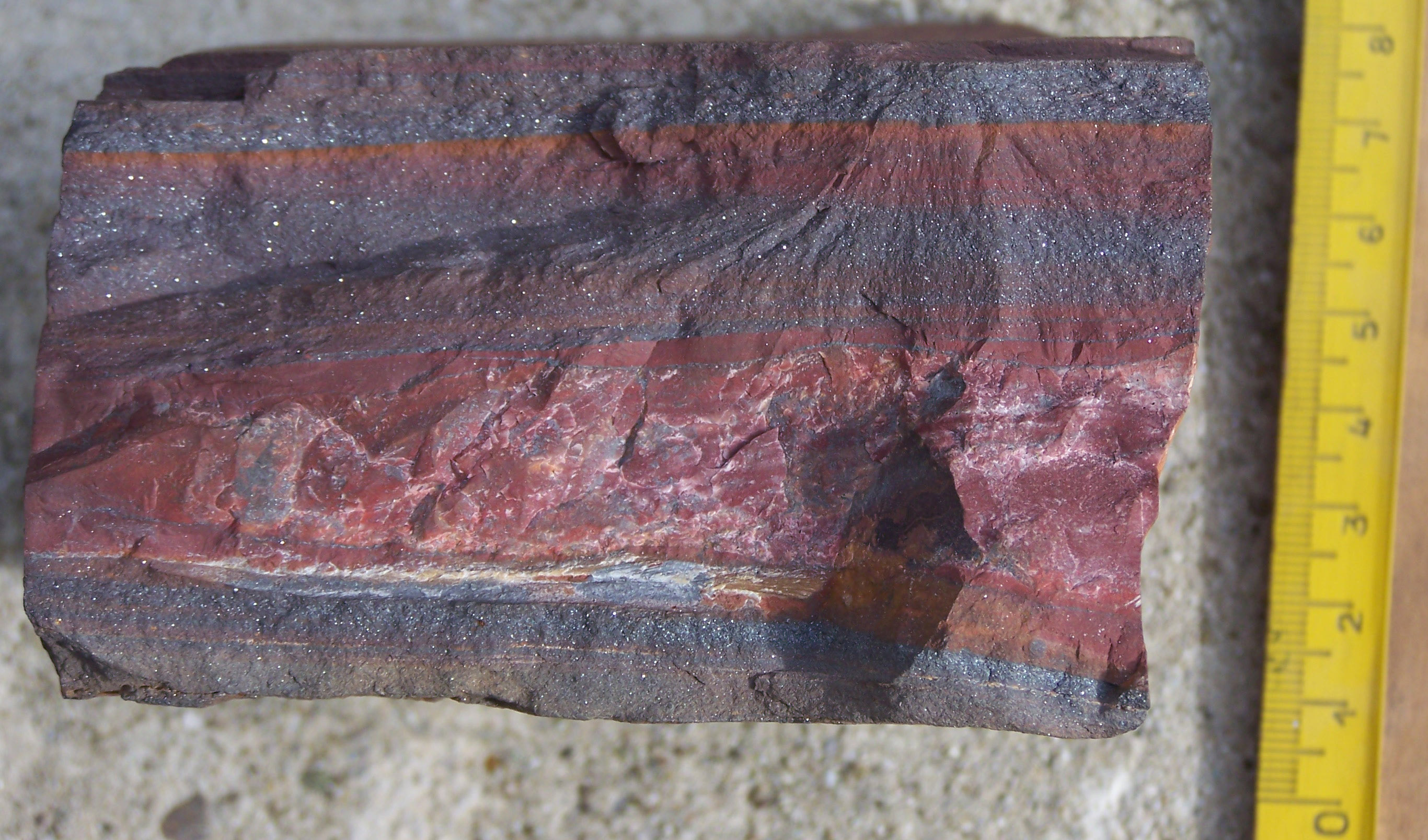
Зразок залізистого кварциту з Південноафриканської Республіки, віком 3,1 мільярда років